# Deutsche Botschaft Ottawa
Die Deutsche Botschaft Ottawa ist die diplomatische Vertretung der Bundesrepublik Deutschland in Kanada.

## Lage und Gebäude

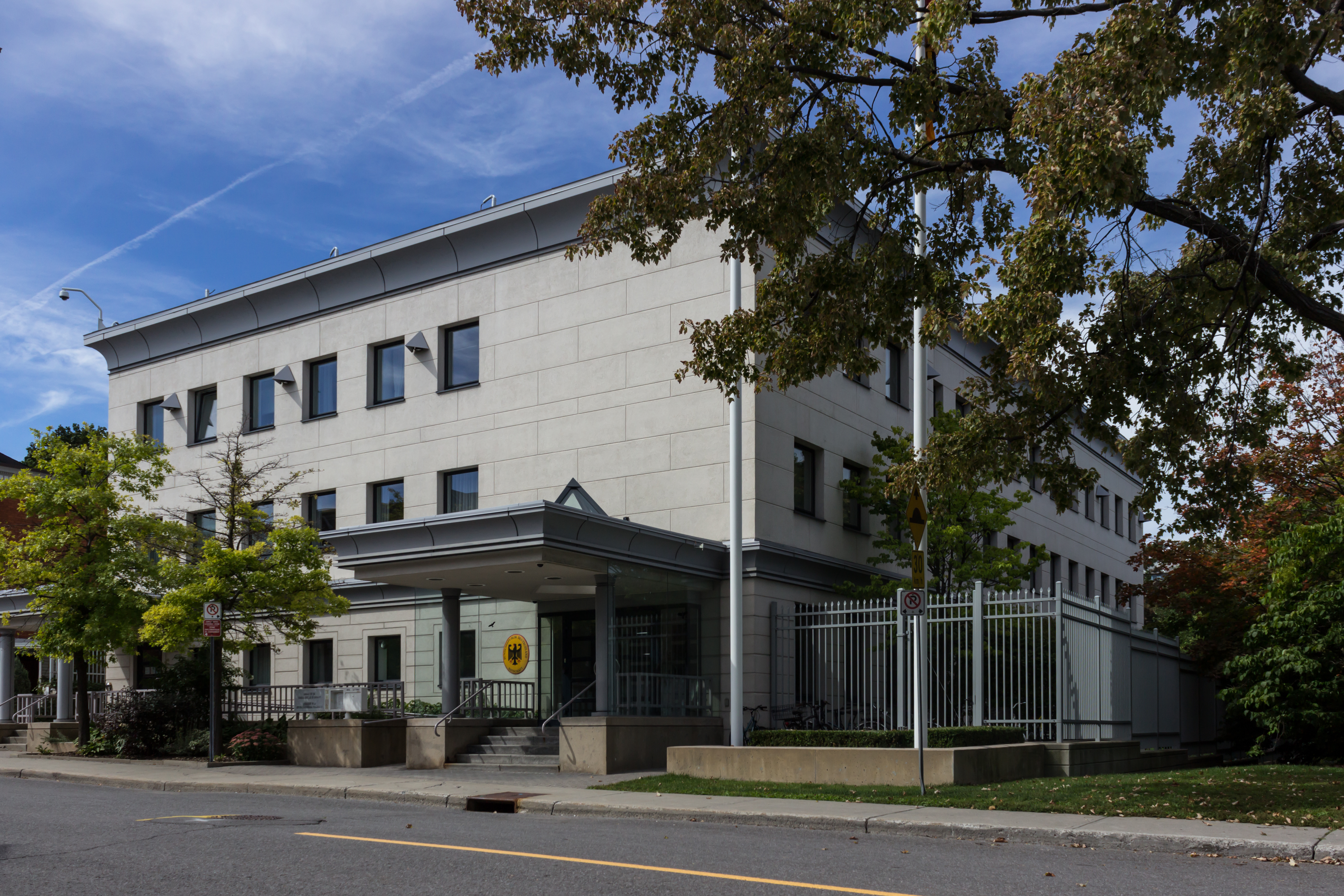
Kanzlei der Deutschen Botschaft Ottawa

Die Kanzlei der Botschaft liegt an der Golden Triangle genannten Westspitze des Stadtviertels Centretown an einer Biegung des Rideau Canal. Die Straßenadresse in der kanadischen Hauptstadt Ottawa lautet: 1 Waverley Street, Ottawa, Ontario K2P 0T8.
Es handelt sich um ein funktionales dreigeschossiges Bürogebäude in Würfelform. Die Kanzlei in Ottawa und das Bürogebäude der Botschaft Canberra (Australien) waren die ersten Neubauten diplomatischer Vertretungen der Bundesrepublik Deutschland. Christiane Fülscher charakterisiert sie als „noch schüchterne Verwaltungsbauten, ein Export westdeutscher Biederkeit“.

## Auftrag und Organisation
Die Botschaft Ottawa hat den Auftrag, die deutsch-kanadischen Beziehungen zu pflegen, die deutschen Interessen gegenüber der Regierung von Kanada zu vertreten und die Bundesregierung über Entwicklungen in Kanada zu unterrichten.
Die Botschaft gliedert sich in Arbeitseinheiten für Politik, Wirtschaft und Wissenschaft sowie Kultur und Kommunikation. Es besteht ein Militärattachéstab, der von einem Fregattenkapitän geleitet wird.
Rechts- und Konsularangelegenheiten werden in der Botschaft nicht bearbeitet. Das Generalkonsulat Toronto ist zuständig. Visa für einen Aufenthalt von bis zu 90 Tagen pro Halbjahr im Schengen-Raum für in der National Capital Region und den Gemeinden Lanark, Leeds and Grenville, Prescott and Russell, Renfrew, Stormont, Dundas and Glengary, sowie Nunavut wohnhafte Angehörige dritter Staaten (soweit diese der Visumspflicht unterliegen) stellt die Botschaft Österreichs in Ottawa aus. Kanadische Staatsangehörige benötigen für Aufenthalte im Schengen-Raum kein Visum.
Generalkonsulate der Bundesrepublik Deutschland bestehen wie folgt (Amtsbezirk):
- Montreal (Quebec außer Gatineau; Kleinstvertretung)
- Toronto (Manitoba und Ontario)
- Vancouver (Alberta, British Columbia, Saskatchewan, North-West Territories und Yukon Territory)

Honorarkonsuln der Bundesrepublik Deutschland sind in Calgary, Edmonton, Halifax, Saskatoon, St. John’s/Neufundland und Winnipeg bestellt und ansässig.

## Geschichte
Die Bundesrepublik Deutschland eröffnete am 13. Februar 1951 ein Generalkonsulat in Ottawa, das am 6. November 1951 in eine Botschaft umgewandelt wurde.
Die DDR und Kanada nahmen am 1. August 1975 diplomatische Beziehungen auf. Bis 1987 waren die Botschafter der DDR in Washington (USA) in Kanada nebenakkreditiert. Seit 1988 auf Botschafterebene vertreten, gingen mit dem Beitritt der DDR zur Bundesrepublik Deutschland im Jahr 1990 die Beziehungen unter.